# Campeonato Africano de Atletismo de 2010 - 10000 m feminino
A prova dos 10000 metros feminino do Campeonato Africano de Atletismo de 2010 foi disputada no dia  31 de julho de 2010 em Nairóbi,  no Quênia. 

## Recordes
Antes desta competição, os recordes mundiais e do campeonato nesta prova eram os seguintes:
|                       | Nome             | Nacionalidade | Tempo      | Local   | Data                  |
| --------------------- | ---------------- | ------------- | ---------- | ------- | --------------------- |
| Recorde mundial       | Wang Junxia      | China         | 29m 31s 78 | Pequim  | 8 de setembro de 1993 |
| Recorde do campeonato | Edith Masai      | Quênia        | 31m 27s 96 | Bambous | 12 de agosto de 2006  |
| Recorde africano      | Meselech Melkamu | Etiópia       | 29m 53s 80 | Utrecht | 14 de junho de 2009   |

## Medalhistas
| Ouro                  | Prata                  | Bronze            |
| Tirunesh Dibaba (ETH) | Meselech Melkamu (ETH) | Linet Masai (KEN) |

## Cronograma
Todos os horários são locais (UTC+3).
| Data        | Hora  | Evento |
| ----------- | ----- | ------ |
| 31 de julho | 17:50 | Final  |

## Resultado final
| Posição           | Atleta                | Nacionalidade | Tempo    | Notas                |
| ----------------- | --------------------- | ------------- | -------- | -------------------- |
| Medalha de ouro   | Tirunesh Dibaba       | Etiópia       | 31:51.39 |                      |
| Medalha de prata  | Meselech Melkamu      | Etiópia       | 31:55.50 |                      |
| Medalha de bronze | Linet Masai           | Quênia        | 31:59.36 | Recorde da temporada |
| 4                 | Wude Ayalew           | Etiópia       | 32:29.92 |                      |
| 5                 | Doris Changeiywo      | Quênia        | 32:44.07 |                      |
| 6                 | Pauline Korikwiang    | Quênia        | 33:12.34 |                      |
| 7                 | Restituta Joseph      | Tanzânia      | 34:06.42 |                      |
| 8                 | Polines Chacha        | Tanzânia      | 35:03.09 |                      |
| 9                 | Rebecca Chacha        | Tanzânia      | 35:48.89 |                      |
| 10                | Epiphanie Nyirabarame | Ruanda        | 36:04.65 |                      |
| 99 !              | Therese Ngono Eyoundi | Camarões      | DNS      |                      |

Legenda
| Recorde mundial       | Recorde mundial (World record)               |                       | Recorde africano                      | Recorde africano (African) |                                           | Q | Classificado por posição (Qualified) |
| Recorde do campeonato | Recorde do campeonato (Championship record)  | Recorde da América    | Recorde da América (Americas)         | q                          | Classificado por melhor tempo (Qualified) |   |                                      |
| Melhor marca do ano   | Melhor marca do ano (World leading)          | Recorde asiático      | Recorde asiático (Asian)              | DNS                        | Não largou (Did not start)                |   |                                      |
| Recorde nacional      | Recorde nacional (National record)           | Recorde europeu       | Recorde europeu (European)            | DNF                        | Não terminou (Did not finish)             |   |                                      |
| Recorde pessoal       | Recorde pessoal do atleta (Personal best)    | Recorde da Oceania    | Recorde da Oceania (Oceania)          | DSQ / DQ                   | Desclassificado (Disqualified)            |   |                                      |
| Recorde da temporada  | Recorde da temporada do atleta (Season best) | Recorde sul-americano | Recorde sul-americano (South America) | NM                         | Sem marca (No mark)                       |   |                                      |